# Valderrodilla
{{subst:Infobox ciudad España
Valderrodilla là một đô thị ở tỉnh Soria, Castile and León, Tây Ban Nha. Theo điều tra dân số năm 2004 của INE, đô thị này có dân. Đô thị có diện tích km2.